# 더 랍스터
《더 랍스터》(영어: The Lobster)는 2014년 공개된 유럽권 SF 영화이다. 요르고스 란티모스가 연출하고 에프티미스 필리푸가 각본을 썼으며, 콜린 패럴, 레이철 바이스, 레아 세두, 벤 위쇼, 존 C. 라일리가 출연한다.

## 줄거리
영화는 아내에게 버림받은 데이비드가 싱글들을 위한 호텔에 들어가면서 시작된다. 호텔에 머무는 사람들은 45일 안에 짝을 찾아야 하며, 그렇지 못하면 자신이 선택한 동물로 변하게 된다. 데이비드는 실패하면 랍스터가 되기로 결심한다. 호텔에서는 짝을 찾기 위해 외모나 사소한 질병 같은 피상적인 공통점을 중요하게 여기며, 엄격한 규칙과 의례를 따른다. 손님들은 데이트를 강요받고, 숲에 사는 싱글들을 사냥하여 기간을 연장할 수도 있다.
데이비드는 코피를 자주 흘리는 여자의 관심을 얻으려는 남자가 코를 부러뜨리는 것을 보고, 냉혹한 여자에게 호감을 얻기 위해 그녀의 잔인함에 동조하는 척한다. 둘은 커플이 되지만, 여자가 데이비드의 개 형제를 죽이자, 데이비드는 그녀를 동물로 만들고 호텔에서 탈출한다.
숲에서 만난 싱글들은 로맨스를 엄격히 금지한다. 데이비드는 근시인 여자와 비밀리에 사랑을 키우고, 함께 도시로 잠입하며 부부처럼 행동하는 것을 즐긴다. 싱글들의 리더가 그들의 관계를 알아차리고 여자를 눈멀게 하자, 데이비드는 리더를 죽이고 눈먼 여자와 도시로 도망친다. 마지막 장면에서 데이비드는 레스토랑 화장실에서 스테이크 나이프로 자신의 눈을 멀게 하려 한다.

## 출연
- 콜린 패럴 - 데이비드 역
- 레이철 바이스 - 근시 여인 역
- 레아 세이두 - 외톨이 리더 역
- 벤 위쇼 - 절름발이 남자 역
- 존 C. 라일리 - 혀짤배기 남자 역
- 제시카 바든 - 코피 흘리는 여인 역
- 올리비아 콜먼 - 호텔 매니저 역
- 애슐리 젠슨 - 비스킷 여인 역
- 마이클 스마일리 - 수영하는 외톨이 역
- 아게리키 파루리아 - 비정한 여인 역
- 아리안 라베드 - 메이드 역
- 로저 애슈턴그리피스 - 의사 역
- 이완 매킨토시 - 근시 여인 역

## 수상 및 후보

### 2015년
- 제20회 부산국제영화제 (후보) 월드 시네마 - 요르고스 란티모스
- 제68회 칸영화제 (수상) 심사위원상 - 요르고스 란티모스
- 제53회 뉴욕영화제 (후보) 장편 상영작 - 요르고스 란티모스
- 제34회 벤쿠버국제영화제 (후보) 우리시대의 영화 - 요르고스 란티모스
- 제40회 토론토국제영화제 (후보) 특별한 발표 부문 - 요르고스 란티모스
- 제64회 멜버른 국제 영화제 (후보) 국제 파노라마 - 요르고스 란티모스
- 제26회 싱가포르 국제 영화제 (후보) 시네마 투데이 - 요르고스 란티모스
- 제50회 카를로비바리 국제 영화제 (후보) 수평선부문 - 요르고스 란티모스
- 제28회 유럽영화상 (후보) EFA 셀렉션, 유러피안 감독상, 유러피안 작품상 - 요르고스 란티모스, 유러피안 남우주연상 - 콜린 패럴 (수상) 유러피안 각본상 - 요르고스 란티모스 외 1명, 유러피안 의상디자이너상 - 사라 브레킨솝
- 제42회 겐트 영화제 (수상) 조르주들뤼리 상 - 요르고스 란티모스
- 제59회 런던 국제 영화제 (후보) 갈라 프로그램, 데어 - 요르고스 란티모스
- 제26회 스톡홀름 국제 영화제 (후보) 특별전 - 요르고스 란티모스
- 제17회 리우 데 자네이루 국제영화제 (후보) 월드 파노라마 - 요르고스 란티모스
- 제5회 CINE:ICON KT&G 상상마당 배우기획전 (후보) CINEICON - 아리안 라베드
- 제53회 히혼국제영화제 (후보) 와일드 앵글 픽션 - 요르고스 란티모스

### 2016년
- 제69회 영국 아카데미 시상식 (후보) 작품상 - 요르고스 란티모스
- 제36회 영국 비평가 협회상 (후보) 여우조연상 - 올리비아 콜맨, 영국남우주연상 - 콜린 파렐, 영국작품상 - 요르고스 란티모스
- 제69회 로카르노 영화제 (후보) I film delle giurie - 요르고스 란티모스
- 제32회 선댄스영화제 (후보) 스팟라이트 - 요르고스 란티모스
- 제19회 상하이국제영화제 (후보) SIFF 업데이트 리스트 오브 블록버스터 - 요르고스 란티모스
- 제59회 샌프란시스코 국제 영화제 (후보) 애디드 프로그램 - 요르고스 란티모스
- 제40회 홍콩 국제 영화제 (후보) 월드 시네마-갈라 프레젠테이션 - 요르고스 란티모스
- 제6회 북경국제영화제 (후보) 사이언스픽션 컬렉션 - 요르고스 란티모스